# Luo Qinshun

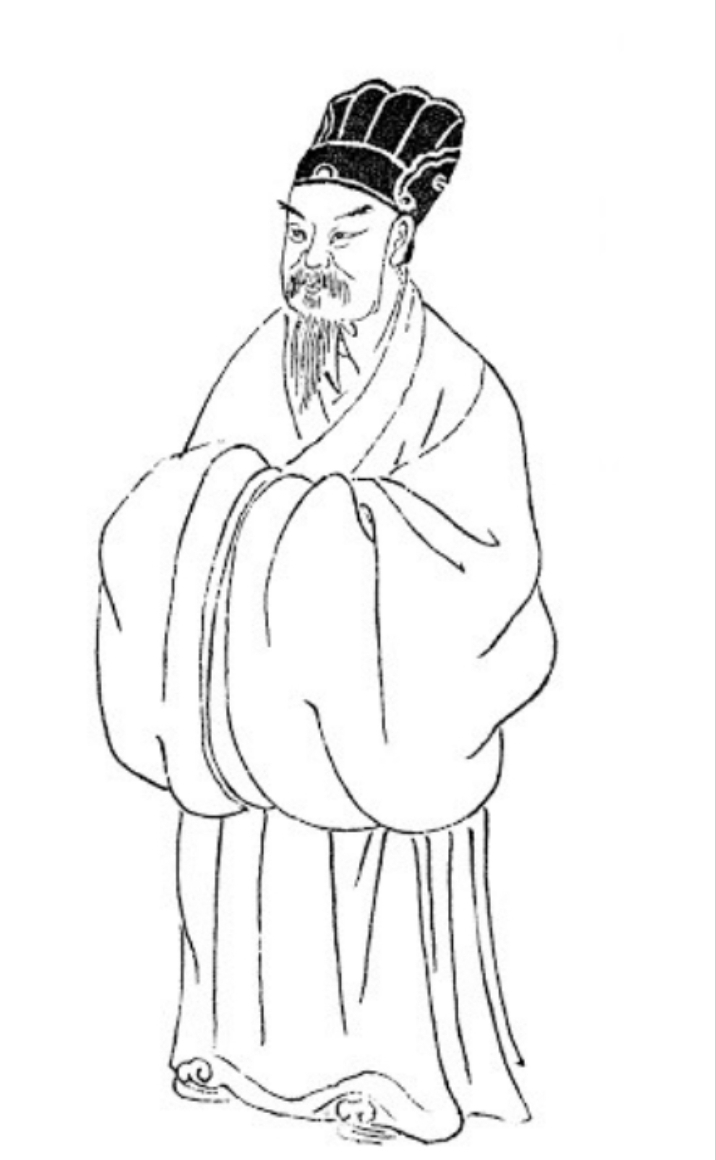
Luo Qinshun

Luo Qinshun (罗钦顺; geb. 1465; gest. 1547) war ein chinesischer Philosoph des Neokonfuzianismus während der Zeit der Ming-Dynastie.
Luo Qinshun beschäftigte sich mit einer Verbindung von buddhistischer Philosophie und traditioneller chinesischer Philosophie und dem Verhältnis von Qi (氣) und Li (理). Entgegen anderen neo-konfuzianischen Philosophen seiner Zeit wie Wang Shouren ging Luo dabei nicht von einer Dualität der Begriffe aus. Sein Hauptwerk wurde 1987 von Irene Bloom als Knowledge Painfully Acquired ins Englische übersetzt.